# موريس هيويت
موريس هيويت (بالفرنسية: Maurice Hewitt)‏ هو موزع وعازف كمان فرنسي، ولد في 6 أكتوبر 1884 في أنيار سور سين في فرنسا، وتوفي في 7 نوفمبر 1971 في كريتاي في فرنسا.

## وصلات خارجية
- موريس هيويت على موقع ميوزك برينز (الإنجليزية)
- موريس هيويت على موقع ديسكوغز (الإنجليزية)